# ورخنی ایزیاک
ورخنی ایزیاک (انگلیسی: Verkhny Izyak) یک شهرک در شهرستان بلاگووشچنسکی باشقیرستان کشور روسیه است.